# Mesobuthus
Genre
Mesobuthus est un genre de scorpions de la famille des Buthidae.

## Distribution
Les espèces de ce genre se rencontrent dans le Sud de la Russie, en Géorgie, en Azerbaïdjan, en Arménie, en Turquie, en Syrie, en Irak, en Iran, au Pakistan, en Afghanistan, au Turkménistan, en Ouzbékistan, au Tadjikistan, au Kirghizistan, au Kazakhstan, en Mongolie et dans l'Ouest de la Chine,.

## Liste des espèces
Selon The Scorpion Files (15/07/2024) :
- Mesobuthus afghanus (Pocock, 1889)
- Mesobuthus barszczewskii (Birula, 1904)
- Mesobuthus birulai Kovařík, Fet, Gantenbein, Graham, Yağmur, Šťáhlavský, Poverenni & Nouvruzov, 2022
- Mesobuthus bogdoensis (Birula, 1896)
- Mesobuthus crucittii Kovařík, Fet, Gantenbein, Graham, Yağmur, Šťáhlavský, Poverenni & Nouvruzov, 2022
- Mesobuthus eupeus (C.L. Koch, 1839)
- Mesobuthus fomichevi Kovařík, Fet, Gantenbein, Graham, Yağmur, Šťáhlavský, Poverenni & Nouvruzov, 2022
- Mesobuthus faiki Yağmur, Kovařík & Fet, 2024
- Mesobuthus farleyi Kovařík, Fet, Gantenbein, Graham, Yağmur, Šťáhlavský, Poverenni & Nouvruzov, 2022
- Mesobuthus galinae Kovařík, Fet, Gantenbein, Graham, Yağmur, Šťáhlavský, Poverenni & Nouvruzov, 2022
- Mesobuthus haarlovi Vachon, 1958
- Mesobuthus iranus (Birula, 1917)
- Mesobuthus kaftani Kovařík, Fet, Gantenbein, Graham, Yağmur, Šťáhlavský, Poverenni & Nouvruzov, 2022
- Mesobuthus kirmanensis (Birula, 1900)
- Mesobuthus macmahoni (Pocock, 1900)
- Mesobuthus marusiki Kovařík, Fet, Gantenbein, Graham, Yağmur, Šťáhlavský, Poverenni & Nouvruzov, 2022
- Mesobuthus mesopotamicus Penther, 1912
- Mesobuthus mirshamsii Kovařík, Fet, Gantenbein, Graham, Yağmur, Šťáhlavský, Poverenni & Nouvruzov, 2022
- Mesobuthus navidpouri Kovařík, Fet, Gantenbein, Graham, Yağmur, Šťáhlavský, Poverenni & Nouvruzov, 2022
- Mesobuthus persicus (Pocock, 1899)
- Mesobuthus philippovitschi (Birula, 1905)
- Mesobuthus phillipsi (Pocock, 1889)
- Mesobuthus rahsenae Kovařík, Fet, Gantenbein, Graham, Yağmur, Šťáhlavský, Poverenni & Nouvruzov, 2022
- Mesobuthus rakhshanii Barahoei, 2023
- Mesobuthus thersites (C. L. Koch, 1839)
- Mesobuthus turcicus Kovařík, Fet, Gantenbein, Graham, Yağmur, Šťáhlavský, Poverenni & Nouvruzov, 2022
- Mesobuthus vesiculatus (Pocock, 1899)
- Mesobuthus vignolii Kovařík, Fet, Gantenbein, Graham, Yağmur, Šťáhlavský, Poverenni & Nouvruzov, 2022
- Mesobuthus yagmuri Kovařík & Fet, 2022
- Mesobuthus zarudnyi Nouvruzov, Kovařík & Fet, 2022
- Mesobuthus zonsteini Kovařík, Fet, Gantenbein, Graham, Yağmur, Šťáhlavský, Poverenni & Nouvruzov, 2022

## Systématique et taxinomie
Ce genre a été décrit par Vachon en 1950 dans les Buthidae.
Mesobuthus a été démembré par Kovařík en 2019, il élève au rang de genre Olivierus et décrit Aegaeobuthus puis révisé par Kovařík, Fet, Gantenbein, Graham, Yağmur, Šťáhlavský, Poverenni et Nouvruzov en 2022.

## Publication originale
- Vachon, 1950 : « Études sur les Scorpions III (suite). Description des Scorpions du Nord de l’Afrique. » Archives de l’Institut Pasteur d’Algérie, vol. 28, no 2, p. 152–216.